# L'Art de jouir

L’Art de jouir est un court ouvrage de Julien Offray de La Mettrie, paru en 1751, où ce dernier fait l'apologie de la volupté. Le livre est semblable à une longue lettre où le philosophe s'adresse à une femme (puisqu'il s'adresse à une certaine Céphise à la fin de l'ouvrage), et est donc en opposition avec les livres « classiques » de philosophie (que La Mettrie considère comme de la « froide Philosophie »).

## Contenu
Le livre, qui est une version revue de La Volupté, paru en 1746, reprend une thèse disséminée dans l'œuvre de l'auteur, et brièvement affirmée dans  L'Homme machine. Le matérialisme d'Offray de La Mettrie s'oppose aux doctrines spiritualistes et ascétiques d'alors, qui luttant contre la  propension naturelle de l'Homme à rechercher la jouissance, provoquent puritanisme et débauche.

## Citations
- « Plaisir, ingrat plaisir, c'est donc ainsi que tu traites qui t'a tout sacrifié ! Si j'ai perdu mes jours dans la volupté, ah ! rendez-les-moi, Grands Dieux, pour les reperdre encore ! »

- « Ne perdons point le temps en regrets frivoles ; et tandis que la main du printemps nous caresse encore, ne songeons point qu'elle va se retirer ; jouissons du peu de moments qui nous restent ; buvons, chantons, aimons qui nous aime ; que les jeux et les ris suivent nos pas ; que toutes les voluptés viennent, tour à tour, tantôt amuser, tantôt enchanter nos âmes ; et quelque courte que soit la vie, nous aurons vécu.
 Le voluptueux aime la vie, parce qu'il a le corps sain, l'esprit libre et sans préjugés. Amant de la Nature, il en adore les beautés, parce qu'il en connaît le prix ; inaccessible au dégoût, il ne comprend pas comment ce poison mortel vient infecter nos cœurs. Au-dessus de la Fortune et de ses caprices, il a sa fortune à lui-même ; au-dessus de l'ambition, il n'a que celle d'être heureux ; au-dessus des tonnerres, Philosophe épicurien, il ne craint pas plus la foudre que la mort. »

- « Tout est plaisir pour un cœur voluptueux ; tout est roses, œillets, violettes dans le champ de la Nature. Sensible à tout, chaque beauté l'extasie ; chaque être inanimé lui parle, le réveille ; chaque être animé le remue ; chaque partie de la Création le remplit de volupté. »

- « Aimer, être aimé, c'était pour son cœur délicat la première jouissance, jouissance sans laquelle toutes les autres n'étaient rien. »

## Inspiration
Au XXe siècle, le philosophe Michel Onfray qui a préfacé une réédition de l'ouvrage en 1995, reprend le titre de l'ouvrage pour exposer ses théories hédonistes affiliées à celle de La Mettrie, dans  L'Art de jouir. Pour un matérialisme hédoniste.